# Отказанная игра Петрова
Отказанная игра Петрова — дебют в русских шашках. Возникает после отказа черных от дебюта Игра Петрова. На 1.gh4 могут ответить I 1…fe5, II 1…fg5, III 1…bc5.
I 1…fe5. 2. ed4
После 2. cb4, 2. ab4 переходит на рельсы дебюта «Обратный кол».
Система I давно встречается в практике, её развитием стал самостоятельный дебют Жертва Шошина — Харьянова (из партии 1901 года).
II  1…fg5. 2. h:f6 g:e5
Так рекомендует играть за черных дебют Отказанная игра Петрова гроссмейстер СЛШИ Григорий Ветрогон 
III 1…bc5. 2. cb4. Часто такая позиция возникает после иного порядка ходов: 1.cb4 ba5 — дебют "Косяк" 2.gh4 — с идеей ухода от наигранных схем.